# رو (ماساچوست)
رو(به انگلیسی: Rowe) شهرکی در شهرستان فرانکلین ایالت ماساچوست می‌باشد که در سال ۱۷۸۵ بنیان‌گذاری شده‌است. این شهرک در سرشماری سال ۲۰۱۰ میلادی، ۳۹۳ نفر جمعیت داشته‌است.